# Dowody na istnienie
Dowody na istnienie – wydany po raz pierwszy w 1995 roku zbiór reportaży polskiej pisarki Hanny Krall podejmujących tematykę holocaustu. Wśród bohaterów jej opowiadań jest między innymi pianista Andrzej Czajkowski.
Książka ukazała się po raz pierwszy w języku polskim nakładem poznańskiego wydawnictwa a5 (Poznań, 1995; ISBN 83-85568-16-6) i była wznawiana w 2000 r., (ISBN 83-85568-24-7). Ukazała się także w audiobooku (czyta Ewa Dałkowska) nakładem wydawnictwa Audioteka.pl. Książka została przetłumaczona na kilka języków obcych w tym między innymi: czeski (Důkazy pro...: Praha, Misgurnus, 2011; ISBN 978-80-904931-1-7), szwedzki (Existensbevi: Stockholm/Stehag ; Eslöv : Brutus Östlings Bokförlag Symposion, 1997; ISBN 3-442-72233-0) czy francuski (Preuves d'existence: Paris, Éd. Autrement, 1998; ISBN 2-86260-788-6).